# Lužianky
Lužianky este o comună slovacă, aflată în districtul Nitra din regiunea Nitra. Localitatea se află la altitudinea de 150 m deasupra n.m., se întinde pe o suprafață de 12,43 km2 și în 2017 număra 2.978 de locuitori.

## Istoric
Localitatea Lužianky este atestată documentar din 1113.

## Demografie
| An:                | 1994 | 2004   | 2014    | 2024    |
| ------------------ | ---- | ------ | ------- | ------- |
| Număr de persoane: | 2374 | 2536   | 2890    | 3456    |
| Diferență:         |      | +6,82% | +13,95% | +19,58% |

| An:                | 2023 | 2024   |
| ------------------ | ---- | ------ |
| Număr de persoane: | 3338 | 3456   |
| Diferență:         |      | +3,53% |